# Liste der Biografien/Vok
Liste der Biografien |
Portal Biografien |
Personensuche
# |
A |
B |
C |
D |
E |
F |
G |
H |
I |
J |
K |
L |
M |
N |
O |
P |
Q |
R |
S |
T |
U |
V |
W |
X |
Y |
Z |
?
 
Va |
Vd |
Ve |
Vh |
Vi |
Vj |
Vl |
Vn |
Vo |
Vr |
Vs |
Vt |
Vu |
Vy
 
Voa |
Vob |
Voc |
Vod |
Voe |
Vof |
Vog |
Voh |
Voi |
Voj |
Vok |
Vol |
Vom |
Von |
Voo |
Vop |
Vor |
Vos |
Vot |
Vou |
Vov |
Vow |
Vox |
Voy |
Voz
Die Liste der Biografien führt alle Personen auf, die in der deutschsprachigen Wikipedia einen Artikel haben. Dieses ist eine Teilliste mit 23 Einträgen von Personen, deren Namen mit den Buchstaben „Vok“ beginnt.

## Vok
- Vok († 968), Fürst der Slavnikiden

### Voka
- Vokáč, Karel (1903–1944), tschechischer Dichter und Schriftsteller
- Vokáč, Marek (1958–2021), tschechischer Schachgroßmeister
- Vokál, Jan (* 1958), tschechischer Theologe und Bischof von Königgrätz

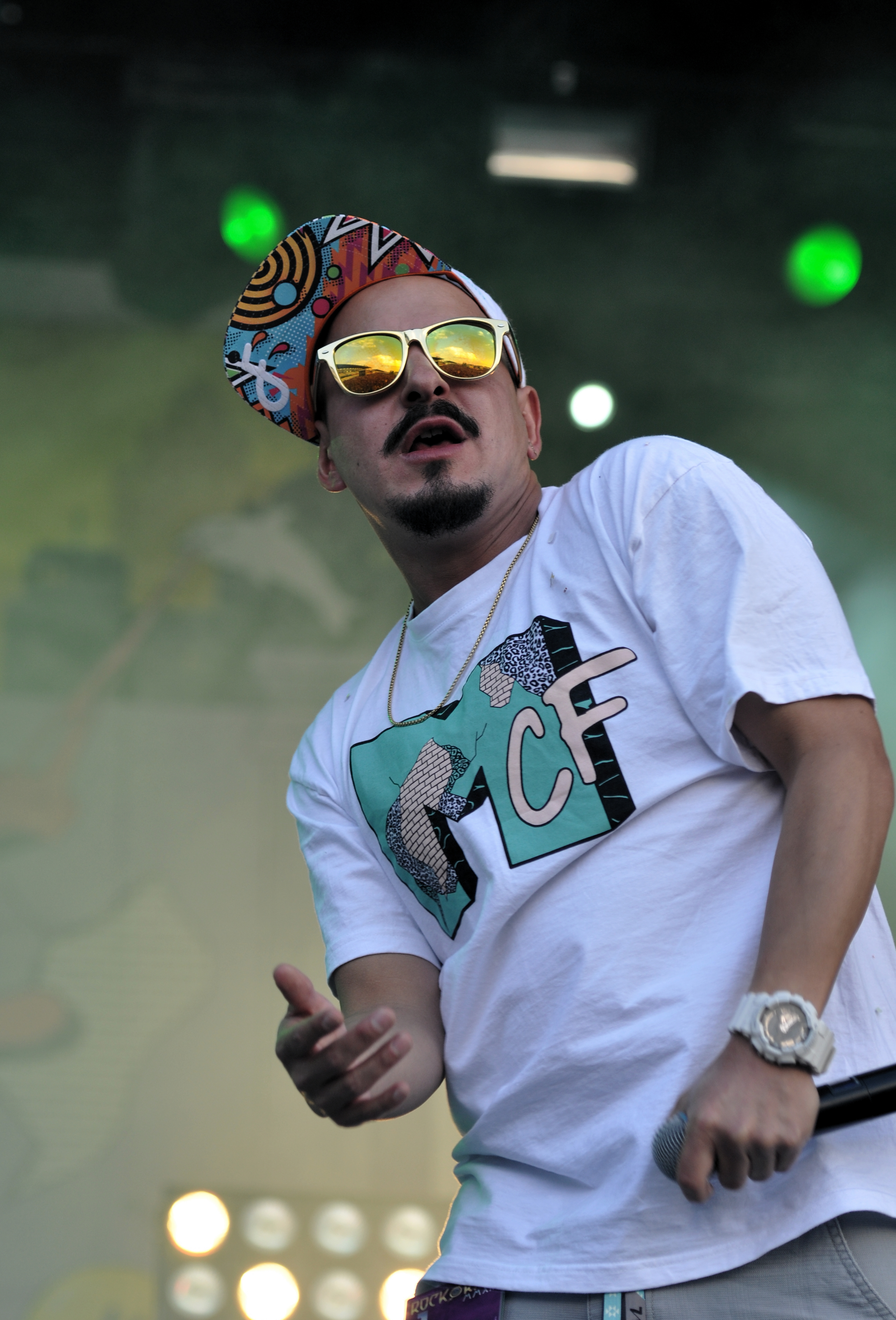
Vokalmatador (* 1973)

- Vokalmatador (* 1973), deutscher RapperVokalmatador (* 1973)

### Voke
- Vokes, Christopher (1904–1985), kanadischer Berufsoffizier
- Vokes, Emily H. (* 1930), US-amerikanische Malakologin und Paläontologin
- Vokes, Harold Ernest (1908–1998), US-amerikanischer Malakologe und Paläontologe
- Vokes, Sam (* 1989), walisischer Fußballspieler
- Vokey, Josh, kanadischer Schauspieler in Fernsehen und Theater

### Voki
- Vokia, Ethel Lency, salomonische Politikerin
- Vokietaitis, Juozas (1872–1931), litauischer Musiker und Politiker
- Vokinger, Kerstin (* 1988), Schweizer Rechtswissenschaftlerin

### Voko
- Vokolek, Vladimír (1913–1988), tschechischer Dichter, Prosaist und Essayist
- Vokos, Nikolaos (1854–1902), griechischer Maler und Bildhauer und Vertreter der Münchener Schule
- Vokoun, Jan (* 1887), böhmisch-tschechoslowakischer Radrennfahrer
- Vokoun, Tomáš (* 1976), tschechischer Eishockeytorwart

### Vokr
- Vokral, Edita (* 1960), Schweizer Diplomatin
- Vokrouhlický, David (* 1966), tschechischer Astronom
- Vokrri, Fadil (1960–2018), jugoslawischer Fußballspieler

### Voks
- Vokshi, Asim (1909–1937), kosovarischer Spanienkämpfer
- Vokshi, Sulejman (1815–1890), albanischer Militär

### Vokt
- Vökt, Alfred (1926–1999), Schweizer Opern- und Konzertsänger (Tenor)